# Bathyphantes jeniseicus
Bathyphantes jeniseicus är en spindelart som beskrevs av Kirill Yeskov 1979. Bathyphantes jeniseicus ingår i släktet Bathyphantes och familjen täckvävarspindlar. Inga underarter finns listade.